# Eleições autárquicas de 2013 na Maia
As eleições autárquicas de 2013 serviram para eleger os membros para os diferentes órgãos do poder local no concelho da Maia.
A coligação entre o Partido Social Democrata e o CDS - Partido Popular, liderada por Bragança Fernandes, foi a grande vencedora, ao obter uma vitória confortável face à oposição, obtendo 50,2% dos votos e 7 vereadores.
O Partido Socialista, liderado por Ricardo Bexiga, ficou-se pelos 3 vereadores, enquanto que a Coligação Democrática Unitária voltou a eleger um vereador, 20 anos depois.

## Resultados Oficiais
Os resultados para os diferentes órgãos do poder local no concelho da Maia foram os seguintes:

### Câmara Municipal
| Patido                  | Patido                         | Votos   | %               | +/-  | Vereadores | +/-     |
| ----------------------- | ------------------------------ | ------- | --------------- | ---- | ---------- | ------- |
|                         | PSD-CDS                        | 28 629  | 50,15 / 100,00  | -    | 7 / 11     | -       |
|                         | Partido Socialista             | 14 598  | 25,57 / 100,00  | 0,25 | 3 / 11     | Estável |
|                         | Coligação Democrática Unitária | 4 413   | 7,73 / 100,00   | 3,33 | 1 / 11     | 1       |
|                         | Bloco de Esquerda              | 3 412   | 5,98 / 100,00   | 1,34 | 0 / 11     | Estável |
| Votos Inválidos         | Votos Inválidos                | 6 034   | 10,57 / 100,00  | 7,13 |            |         |
| Total                   | Total                          | 57 086  | 100,00 / 100,00 |      | 11 / 11    |         |
| Eleitorado/Participação | Eleitorado/Participação        | 112 082 | 50,93 / 100,00  | 9,67 |            |         |

### Assembleia Municipal
| Patido                  | Patido                                | Votos   | %               | +/-  | Mandatos | +/-     |
| ----------------------- | ------------------------------------- | ------- | --------------- | ---- | -------- | ------- |
|                         | PSD-CDS                               | 24 664  | 43,20 / 100,00  | -    | 17 / 33  | -       |
|                         | Partido Socialista                    | 15 640  | 27,40 / 100,00  | 1,99 | 10 / 33  | 1       |
|                         | Coligação Democrática Unitária        | 4 658   | 8,16 / 100,00   | 3,12 | 3 / 33   | 2       |
|                         | Bloco de Esquerda                     | 3 584   | 6,28 / 100,00   | 0,19 | 2 / 33   | Estável |
|                         | Partido pelos Animais e pela Natureza | 2 123   | 3,72 / 100,00   | Novo | 1 / 33   | Novo    |
| Votos Inválidos         | Votos Inválidos                       | 6 417   | 11,24 / 100,00  | 7,23 |          |         |
| Total                   | Total                                 | 57 086  | 100,00 / 100,00 |      | 33 / 33  |         |
| Eleitorado/Participação | Eleitorado/Participação               | 112 082 | 50,93 / 100,00  | 9,67 |          |         |

### Juntas de Freguesia
| Patido                  | Patido                         | Votos   | %               | +/-   | Presidentes | Mandatos  | +/-     |
| ----------------------- | ------------------------------ | ------- | --------------- | ----- | ----------- | --------- | ------- |
|                         | PSD-CDS                        | 21 508  | 37,30 / 100,00  | -     | 9 / 10      | 63 / 130  | -       |
|                         | Partido Socialista             | 15 063  | 26,12 / 100,00  | 7,24  | 0 / 10      | 40 / 130  | 24      |
|                         | Grupo de Cidadãos              | 7 800   | 13,53 / 100,00  | 10,72 | 1 / 10      | 16 / 130  | 9       |
|                         | Coligação Democrática Unitária | 4 323   | 7,50 / 100,00   | 2,47  | 0 / 10      | 8 / 130   | 6       |
|                         | Bloco de Esquerda              | 2 892   | 5,02 / 100,00   | 0,31  | 0 / 10      | 3 / 130   | Estável |
| Votos Inválidos         | Votos Inválidos                | 6 079   | 10,54 / 100,00  | 6,56  |             |           |         |
| Total                   | Total                          | 57 665  | 100,00 / 100,00 |       | 10 / 10     | 130 / 130 | 47      |
| Eleitorado/Participação | Eleitorado/Participação        | 112 082 | 51,45 / 100,00  | 9,15  |             |           |         |

## Resultados por Freguesia

### Câmara Municipal
| Freguesia               | %        | %     | %     | %    | Votantes |
| Freguesia               | PSD -CDS | PS    | CDU   | BE   | Votantes |
| ----------------------- | -------- | ----- | ----- | ---- | -------- |
| Águas Santas            | 45,92    | 26,92 | 10,48 | 6,43 | 10 357   |
| Castêlo da Maia         | 52,27    | 26,52 | 5,03  | 5,47 | 7 874    |
| Cidade da Maia          | 51,04    | 23,88 | 7,17  | 6,26 | 17 149   |
| Folgosa                 | 55,28    | 27,03 | 6,38  | 3,07 | 1 724    |
| Milheirós               | 50,63    | 29,90 | 6,97  | 3,97 | 2 368    |
| Moreira                 | 47,51    | 27,65 | 7,10  | 6,27 | 5 393    |
| Nogueira e Silva Escura | 54,84    | 25,94 | 6,12  | 4,71 | 3 543    |
| Pedrouços               | 48,01    | 23,89 | 11,38 | 6,85 | 4 893    |
| São Pedro Fins          | 66,19    | 15,49 | 4,72  | 4,15 | 1 059    |
| Vila Nova da Telha      | 47,62    | 26,01 | 8,07  | 7,74 | 2 726    |
| Maia                    | 50,15    | 25,57 | 7,73  | 5,98 | 57 086   |

#### Águas Santas
| Patido                  | Patido                         | Votos  | %               | +/-  |
| ----------------------- | ------------------------------ | ------ | --------------- | ---- |
|                         | PSD-CDS                        | 4 756  | 45,92 / 100,00  | -    |
|                         | Partido Socialista             | 2 788  | 26,92 / 100,00  | 0,60 |
|                         | Coligação Democrática Unitária | 1 085  | 10,48 / 100,00  | 4,80 |
|                         | Bloco de Esquerda              | 666    | 6,43 / 100,00   | 0,92 |
| Votos Inválidos         | Votos Inválidos                | 1 062  | 10,25 / 100,00  | 7,25 |
| Total                   | Total                          | 10 357 | 100,00 / 100,00 |      |
| Eleitorado/Participação | Eleitorado/Participação        | 22 166 | 46,72 / 100,00  | 9,19 |

#### Castêlo da Maia
| Patido                  | Patido                         | Votos  | %               | +/-   |
| ----------------------- | ------------------------------ | ------ | --------------- | ----- |
|                         | PSD-CDS                        | 4 116  | 52,27 / 100,00  | -     |
|                         | Partido Socialista             | 2 088  | 26,52 / 100,00  | 0,25  |
|                         | Bloco de Esquerda              | 431    | 5,47 / 100,00   | 2,55  |
|                         | Coligação Democrática Unitária | 396    | 5,03 / 100,00   | 2,45  |
| Votos Inválidos         | Votos Inválidos                | 843    | 10,71 / 100,00  | 7,53  |
| Total                   | Total                          | 7 874  | 100,00 / 100,00 |       |
| Eleitorado/Participação | Eleitorado/Participação        | 15 411 | 51,09 / 100,00  | 15,13 |

#### Cidade da Maia
| Patido                  | Patido                         | Votos  | %               | +/-  |
| ----------------------- | ------------------------------ | ------ | --------------- | ---- |
|                         | PSD-CDS                        | 8 752  | 51,04 / 100,00  | -    |
|                         | Partido Socialista             | 4 096  | 23,88 / 100,00  | 2,38 |
|                         | Coligação Democrática Unitária | 1 230  | 7,17 / 100,00   | 2,99 |
|                         | Bloco de Esquerda              | 1 073  | 6,26 / 100,00   | 1,06 |
| Votos Inválidos         | Votos Inválidos                | 1 998  | 11,65 / 100,00  | 8,11 |
| Total                   | Total                          | 17 149 | 100,00 / 100,00 |      |
| Eleitorado/Participação | Eleitorado/Participação        | 33 702 | 50,88 / 100,00  | 9,31 |

#### Folgosa
| Patido                  | Patido                         | Votos | %               | +/-  |
| ----------------------- | ------------------------------ | ----- | --------------- | ---- |
|                         | PSD-CDS                        | 953   | 55,28 / 100,00  | -    |
|                         | Partido Socialista             | 466   | 27,03 / 100,00  | 0,15 |
|                         | Coligação Democrática Unitária | 110   | 6,38 / 100,00   | 2,46 |
|                         | Bloco de Esquerda              | 53    | 3,07 / 100,00   | 0,85 |
| Votos Inválidos         | Votos Inválidos                | 142   | 8,23 / 100,00   | 3,93 |
| Total                   | Total                          | 1 724 | 100,00 / 100,00 |      |
| Eleitorado/Participação | Eleitorado/Participação        | 2 869 | 60,09 / 100,00  | 5,55 |

#### Milheirós
| Patido                  | Patido                         | Votos | %               | +/-  |
| ----------------------- | ------------------------------ | ----- | --------------- | ---- |
|                         | PSD-CDS                        | 1 199 | 50,63 / 100,00  | -    |
|                         | Partido Socialista             | 708   | 29,90 / 100,00  | 3,06 |
|                         | Coligação Democrática Unitária | 165   | 6,97 / 100,00   | 3,23 |
|                         | Bloco de Esquerda              | 94    | 3,97 / 100,00   | 0,81 |
| Votos Inválidos         | Votos Inválidos                | 202   | 8,53 / 100,00   | 5,49 |
| Total                   | Total                          | 2 368 | 100,00 / 100,00 |      |
| Eleitorado/Participação | Eleitorado/Participação        | 3 991 | 59,33 / 100,00  | 7,12 |

#### Moreira
| Patido                  | Patido                         | Votos  | %               | +/-  |
| ----------------------- | ------------------------------ | ------ | --------------- | ---- |
|                         | PSD-CDS                        | 2 562  | 47,51 / 100,00  | -    |
|                         | Partido Socialista             | 1 491  | 27,65 / 100,00  | 1,67 |
|                         | Coligação Democrática Unitária | 383    | 7,10 / 100,00   | 3,02 |
|                         | Bloco de Esquerda              | 338    | 6,27 / 100,00   | 1,19 |
| Votos Inválidos         | Votos Inválidos                | 619    | 11,48 / 100,00  | 7,18 |
| Total                   | Total                          | 5 393  | 100,00 / 100,00 |      |
| Eleitorado/Participação | Eleitorado/Participação        | 10 531 | 51,21 / 100,00  | 8,04 |

#### Nogueira e Silva Escura
| Patido                  | Patido                         | Votos | %               | +/-   |
| ----------------------- | ------------------------------ | ----- | --------------- | ----- |
|                         | PSD-CDS                        | 1 943 | 54,84 / 100,00  | -     |
|                         | Partido Socialista             | 919   | 25,94 / 100,00  | 6,77  |
|                         | Coligação Democrática Unitária | 217   | 6,12 / 100,00   | 3,19  |
|                         | Bloco de Esquerda              | 167   | 4,71 / 100,00   | 0,66  |
| Votos Inválidos         | Votos Inválidos                | 297   | 8,39 / 100,00   | 5,82  |
| Total                   | Total                          | 3 543 | 100,00 / 100,00 |       |
| Eleitorado/Participação | Eleitorado/Participação        | 6 684 | 53,01 / 100,00  | 10,33 |

#### Pedrouços
| Patido                  | Patido                         | Votos  | %               | +/-  |
| ----------------------- | ------------------------------ | ------ | --------------- | ---- |
|                         | PSD-CDS                        | 2 349  | 48,01 / 100,00  | -    |
|                         | Partido Socialista             | 1 169  | 23,89 / 100,00  | 0,32 |
|                         | Coligação Democrática Unitária | 557    | 11,38 / 100,00  | 3,87 |
|                         | Bloco de Esquerda              | 335    | 6,85 / 100,00   | 1,91 |
| Votos Inválidos         | Votos Inválidos                | 483    | 9,87 / 100,00   | 6,29 |
| Total                   | Total                          | 4 893  | 100,00 / 100,00 |      |
| Eleitorado/Participação | Eleitorado/Participação        | 10 025 | 48,81 / 100,00  | 8,91 |

#### São Pedro Fins
| Patido                  | Patido                         | Votos | %               | +/-  |
| ----------------------- | ------------------------------ | ----- | --------------- | ---- |
|                         | PSD-CDS                        | 701   | 66,19 / 100,00  | -    |
|                         | Partido Socialista             | 164   | 15,49 / 100,00  | 3,72 |
|                         | Coligação Democrática Unitária | 50    | 4,72 / 100,00   | 2,22 |
|                         | Bloco de Esquerda              | 44    | 4,15 / 100,00   | 0,79 |
| Votos Inválidos         | Votos Inválidos                | 100   | 9,44 / 100,00   | 5,56 |
| Total                   | Total                          | 1 059 | 100,00 / 100,00 |      |
| Eleitorado/Participação | Eleitorado/Participação        | 1 666 | 63,57 / 100,00  | 4,09 |

#### Vila Nova da Telha
| Patido                  | Patido                         | Votos | %               | +/-  |
| ----------------------- | ------------------------------ | ----- | --------------- | ---- |
|                         | PSD-CDS                        | 1 298 | 47,62 / 100,00  | -    |
|                         | Partido Socialista             | 709   | 26,01 / 100,00  | 0,75 |
|                         | Coligação Democrática Unitária | 220   | 8,07 / 100,00   | 3,03 |
|                         | Bloco de Esquerda              | 211   | 7,74 / 100,00   | 3,09 |
| Votos Inválidos         | Votos Inválidos                | 288   | 10,57 / 100,00  | 6,27 |
| Total                   | Total                          | 2 726 | 100,00 / 100,00 |      |
| Eleitorado/Participação | Eleitorado/Participação        | 5 037 | 54,12 / 100,00  | 7,48 |

### Assembleia Municipal
| Freguesia               | %        | %     | %     | %    | %    | Votantes |
| Freguesia               | PSD -CDS | PS    | CDU   | BE   | PAN  | Votantes |
| ----------------------- | -------- | ----- | ----- | ---- | ---- | -------- |
| Águas Santas            | 37,85    | 29,96 | 10,89 | 6,92 | 3,52 | 10 357   |
| Castêlo da Maia         | 45,59    | 28,19 | 5,37  | 5,75 | 3,44 | 7 874    |
| Cidade da Maia          | 43,54    | 25,41 | 7,81  | 6,76 | 4,22 | 17 149   |
| Folgosa                 | 47,91    | 29,35 | 6,84  | 3,48 | 2,78 | 1 724    |
| Milheirós               | 43,71    | 31,84 | 7,01  | 4,43 | 3,76 | 2 368    |
| Moreira                 | 40,81    | 29,58 | 7,16  | 6,53 | 3,80 | 5 393    |
| Nogueira e Silva Escura | 49,20    | 27,94 | 6,18  | 5,28 | 2,82 | 3 543    |
| Pedrouços               | 42,57    | 24,85 | 12,28 | 6,50 | 3,56 | 4 893    |
| São Pedro Fins          | 58,36    | 17,47 | 5,10  | 4,44 | 3,12 | 1 059    |
| Vila Nova da Telha      | 43,36    | 26,16 | 8,18  | 6,79 | 4,18 | 2 726    |
| Maia                    | 43,20    | 27,40 | 8,16  | 6,28 | 3,72 | 57 086   |

#### Águas Santas
| Patido                  | Patido                                | Votos  | %               | +/-  |
| ----------------------- | ------------------------------------- | ------ | --------------- | ---- |
|                         | PSD-CDS                               | 3 920  | 37,85 / 100,00  | -    |
|                         | Partido Socialista                    | 3 103  | 29,96 / 100,00  | 0,74 |
|                         | Coligação Democrática Unitária        | 1 128  | 10,89 / 100,00  | 4,37 |
|                         | Bloco de Esquerda                     | 717    | 6,92 / 100,00   | 0,05 |
|                         | Partido pelos Animais e pela Natureza | 365    | 3,52 / 100,00   | Novo |
| Votos Inválidos         | Votos Inválidos                       | 1 124  | 10,85 / 100,00  | 7,41 |
| Total                   | Total                                 | 10 357 | 100,00 / 100,00 |      |
| Eleitorado/Participação | Eleitorado/Participação               | 22 166 | 46,72 / 100,00  | 9,19 |

#### Castêlo da Maia
| Patido                  | Patido                                | Votos  | %               | +/-   |
| ----------------------- | ------------------------------------- | ------ | --------------- | ----- |
|                         | PSD-CDS                               | 3 590  | 45,59 / 100,00  | -     |
|                         | Partido Socialista                    | 2 220  | 28,19 / 100,00  | 2,06  |
|                         | Bloco de Esquerda                     | 453    | 5,75 / 100,00   | 1,73  |
|                         | Coligação Democrática Unitária        | 423    | 5,37 / 100,00   | 2,39  |
|                         | Partido pelos Animais e pela Natureza | 271    | 3,44 / 100,00   | Novo  |
| Votos Inválidos         | Votos Inválidos                       | 917    | 11,64 / 100,00  | 7,96  |
| Total                   | Total                                 | 7 874  | 100,00 / 100,00 |       |
| Eleitorado/Participação | Eleitorado/Participação               | 15 411 | 51,09 / 100,00  | 15,13 |

#### Cidade da Maia
| Patido                  | Patido                                | Votos  | %               | +/-  |
| ----------------------- | ------------------------------------- | ------ | --------------- | ---- |
|                         | PSD-CDS                               | 7 466  | 43,54 / 100,00  | -    |
|                         | Partido Socialista                    | 4 358  | 25,41 / 100,00  | 4,33 |
|                         | Coligação Democrática Unitária        | 1 340  | 7,81 / 100,00   | 3,02 |
|                         | Bloco de Esquerda                     | 1 160  | 6,76 / 100,00   | 0,31 |
|                         | Partido pelos Animais e pela Natureza | 724    | 4,22 / 100,00   | Novo |
| Votos Inválidos         | Votos Inválidos                       | 2 101  | 12,25 / 100,00  | 8,19 |
| Total                   | Total                                 | 17 149 | 100,00 / 100,00 |      |
| Eleitorado/Participação | Eleitorado/Participação               | 33 702 | 50,88 / 100,00  | 9,31 |

#### Folgosa
| Patido                  | Patido                                | Votos | %               | +/-  |
| ----------------------- | ------------------------------------- | ----- | --------------- | ---- |
|                         | PSD-CDS                               | 826   | 47,91 / 100,00  | -    |
|                         | Partido Socialista                    | 506   | 29,35 / 100,00  | 0,41 |
|                         | Coligação Democrática Unitária        | 118   | 6,84 / 100,00   | 2,98 |
|                         | Bloco de Esquerda                     | 60    | 3,48 / 100,00   | 1,20 |
|                         | Partido pelos Animais e pela Natureza | 48    | 2,78 / 100,00   | Novo |
| Votos Inválidos         | Votos Inválidos                       | 166   | 9,62 / 100,00   | 3,91 |
| Total                   | Total                                 | 1 724 | 100,00 / 100,00 |      |
| Eleitorado/Participação | Eleitorado/Participação               | 2 869 | 60,09 / 100,00  | 5,55 |

#### Milheirós
| Patido                  | Patido                                | Votos | %               | +/-  |
| ----------------------- | ------------------------------------- | ----- | --------------- | ---- |
|                         | PSD-CDS                               | 1 035 | 43,71 / 100,00  | -    |
|                         | Partido Socialista                    | 754   | 31,84 / 100,00  | 3,62 |
|                         | Coligação Democrática Unitária        | 166   | 7,01 / 100,00   | 2,70 |
|                         | Bloco de Esquerda                     | 105   | 4,43 / 100,00   | 0,42 |
|                         | Partido pelos Animais e pela Natureza | 89    | 3,76 / 100,00   | Novo |
| Votos Inválidos         | Votos Inválidos                       | 219   | 9,25 / 100,00   | 6,02 |
| Total                   | Total                                 | 2 368 | 100,00 / 100,00 |      |
| Eleitorado/Participação | Eleitorado/Participação               | 3 991 | 59,33 / 100,00  | 7,12 |

#### Moreira
| Patido                  | Patido                                | Votos  | %               | +/-  |
| ----------------------- | ------------------------------------- | ------ | --------------- | ---- |
|                         | PSD-CDS                               | 2 201  | 40,81 / 100,00  | -    |
|                         | Partido Socialista                    | 1 595  | 29,58 / 100,00  | 0,66 |
|                         | Coligação Democrática Unitária        | 386    | 7,16 / 100,00   | 2,53 |
|                         | Bloco de Esquerda                     | 352    | 6,53 / 100,00   | 0,11 |
|                         | Partido pelos Animais e pela Natureza | 205    | 3,80 / 100,00   | Novo |
| Votos Inválidos         | Votos Inválidos                       | 654    | 12,13 / 100,00  | 7,10 |
| Total                   | Total                                 | 5 393  | 100,00 / 100,00 |      |
| Eleitorado/Participação | Eleitorado/Participação               | 10 531 | 51,21 / 100,00  | 8,04 |

#### Nogueira e Silva Escura
| Patido                  | Patido                                | Votos | %               | +/-   |
| ----------------------- | ------------------------------------- | ----- | --------------- | ----- |
|                         | PSD-CDS                               | 1 743 | 49,20 / 100,00  | -     |
|                         | Partido Socialista                    | 990   | 27,94 / 100,00  | 4,33  |
|                         | Coligação Democrática Unitária        | 219   | 6,18 / 100,00   | 2,97  |
|                         | Bloco de Esquerda                     | 187   | 5,28 / 100,00   | 0,01  |
|                         | Partido pelos Animais e pela Natureza | 100   | 2,82 / 100,00   | Novo  |
| Votos Inválidos         | Votos Inválidos                       | 304   | 8,58 / 100,00   | 5,25  |
| Total                   | Total                                 | 3 543 | 100,00 / 100,00 |       |
| Eleitorado/Participação | Eleitorado/Participação               | 6 684 | 53,01 / 100,00  | 10,32 |

#### Pedrouços
| Patido                  | Patido                                | Votos  | %               | +/-  |
| ----------------------- | ------------------------------------- | ------ | --------------- | ---- |
|                         | PSD-CDS                               | 2 083  | 42,57 / 100,00  | -    |
|                         | Partido Socialista                    | 1 216  | 24,85 / 100,00  | 2,02 |
|                         | Coligação Democrática Unitária        | 601    | 12,28 / 100,00  | 3,30 |
|                         | Bloco de Esquerda                     | 318    | 6,50 / 100,00   | 0,33 |
|                         | Partido pelos Animais e pela Natureza | 174    | 3,56 / 100,00   | Novo |
| Votos Inválidos         | Votos Inválidos                       | 501    | 10,24 / 100,00  | 6,25 |
| Total                   | Total                                 | 4 893  | 100,00 / 100,00 |      |
| Eleitorado/Participação | Eleitorado/Participação               | 10 025 | 48,81 / 100,00  | 8,91 |

#### São Pedro Fins
| Patido                  | Patido                                | Votos | %               | +/-  |
| ----------------------- | ------------------------------------- | ----- | --------------- | ---- |
|                         | PSD-CDS                               | 618   | 58,36 / 100,00  | -    |
|                         | Partido Socialista                    | 185   | 17,47 / 100,00  | 3,55 |
|                         | Coligação Democrática Unitária        | 54    | 5,10 / 100,00   | 2,26 |
|                         | Bloco de Esquerda                     | 47    | 4,44 / 100,00   | 0,04 |
|                         | Partido pelos Animais e pela Natureza | 33    | 3,12 / 100,00   | Novo |
| Votos Inválidos         | Votos Inválidos                       | 122   | 11,52 / 100,00  | 6,26 |
| Total                   | Total                                 | 1 059 | 100,00 / 100,00 |      |
| Eleitorado/Participação | Eleitorado/Participação               | 1 666 | 63,57 / 100,00  | 4,09 |

#### Vila Nova da Telha
| Patido                  | Patido                                | Votos | %               | +/-  |
| ----------------------- | ------------------------------------- | ----- | --------------- | ---- |
|                         | PSD-CDS                               | 1 182 | 43,36 / 100,00  | -    |
|                         | Partido Socialista                    | 713   | 26,16 / 100,00  | 4,17 |
|                         | Coligação Democrática Unitária        | 223   | 8,18 / 100,00   | 2,58 |
|                         | Bloco de Esquerda                     | 185   | 6,79 / 100,00   | 0,67 |
|                         | Partido pelos Animais e pela Natureza | 114   | 4,18 / 100,00   | Novo |
| Votos Inválidos         | Votos Inválidos                       | 309   | 11,34 / 100,00  | 6,23 |
| Total                   | Total                                 | 2 726 | 100,00 / 100,00 |      |
| Eleitorado/Participação | Eleitorado/Participação               | 5 037 | 54,12 / 100,00  | 7,48 |

### Juntas de Freguesia

#### Águas Santas
| Partido                 | Partido                        | Votos  | %               | +/-  | Mandatos | +/-     |
| ----------------------- | ------------------------------ | ------ | --------------- | ---- | -------- | ------- |
|                         | PSD-CDS                        | 3 751  | 36,22 / 100,00  | -    | 8 / 19   | -       |
|                         | Partido Socialista             | 3 547  | 34,25 / 100,00  | 2,80 | 8 / 19   | Estável |
|                         | Coligação Democrática Unitária | 1 187  | 11,46 / 100,00  | 5,09 | 2 / 19   | 1       |
|                         | Bloco de Esquerda              | 709    | 6,85 / 100,00   | 0,62 | 1 / 19   | Estável |
| Votos Inválidos         | Votos Inválidos                | 1 163  | 11,23 / 100,00  | 7,70 |          |         |
| Total                   | Total                          | 10 357 | 100,00 / 100,00 |      | 19 / 19  |         |
| Eleitorado/Participação | Eleitorado/Participação        | 22 166 | 46,72 / 100,00  | 9,20 |          |         |

#### Castêlo da Maia
| Partido                 | Partido                           | Votos  | %               | Mandatos |
| ----------------------- | --------------------------------- | ------ | --------------- | -------- |
|                         | PSD-CDS                           | 2 344  | 27,73 / 100,00  | 5 / 13   |
|                         | Partido Socialista                | 2 056  | 24,32 / 100,00  | 4 / 13   |
|                         | 5 pelo Câstelo                    | 1 407  | 16,64 / 100,00  | 3 / 13   |
|                         | Juntos pelo Castêlo               | 800    | 9,46 / 100,00   | 1 / 13   |
|                         | Independentes por Castêlo da Maia | 366    | 4,33 / 100,00   | 0 / 13   |
|                         | Bloco de Esquerda                 | 282    | 3,34 / 100,00   | 0 / 13   |
|                         | Coligação Democrática Unitária    | 265    | 3,13 / 100,00   | 0 / 13   |
| Votos Inválidos         | Votos Inválidos                   | 933    | 11,04 / 100,00  |          |
| Total                   | Total                             | 8 453  | 100,00 / 100,00 | 13       |
| Eleitorado/Participação | Eleitorado/Participação           | 15 411 | 54,85 / 100,00  |          |

#### Cidade da Maia
| Partido                 | Partido                        | Votos  | %               | Mandatos |
| ----------------------- | ------------------------------ | ------ | --------------- | -------- |
|                         | PSD-CDS                        | 6 373  | 37,16 / 100,00  | 8 / 19   |
|                         | Partido Socialista             | 3 723  | 21,71 / 100,00  | 5 / 19   |
|                         | Movimento Mais Maia            | 3 097  | 18,06 / 100,00  | 4 / 19   |
|                         | Coligação Democrática Unitária | 1 125  | 6,56 / 100,00   | 1 / 19   |
|                         | Bloco de Esquerda              | 955    | 5,57 / 100,00   | 1 / 19   |
| Votos Inválidos         | Votos Inválidos                | 1 876  | 10,94 / 100,00  |          |
| Total                   | Total                          | 17 149 | 100,00 / 100,00 | 19 / 19  |
| Eleitorado/Participação | Eleitorado/Participação        | 33 702 | 50,88 / 100,00  |          |

#### Folgosa
| Partido                 | Partido                        | Votos | %               | +/-  | Mandatos | +/- |
| ----------------------- | ------------------------------ | ----- | --------------- | ---- | -------- | --- |
|                         | PSD-CDS                        | 862   | 50,00 / 100,00  | -    | 5 / 9    | -   |
|                         | Partido Socialista             | 573   | 33,24 / 100,00  | 2,56 | 3 / 9    | 1   |
|                         | Coligação Democrática Unitária | 153   | 8,87 / 100,00   | 3,05 | 1 / 9    | 1   |
| Votos Inválidos         | Votos Inválidos                | 136   | 7,89 / 100,00   | 2,23 |          |     |
| Total                   | Total                          | 1 724 | 100,00 / 100,00 |      | 9 / 9    |     |
| Eleitorado/Participação | Eleitorado/Participação        | 2 869 | 60,09 / 100,00  | 5,55 |          |     |

#### Milheirós
| Partido                 | Partido                        | Votos | %               | +/-  | Mandatos | +/-     |
| ----------------------- | ------------------------------ | ----- | --------------- | ---- | -------- | ------- |
|                         | PSD-CDS                        | 1 073 | 45,31 / 100,00  | -    | 5 / 9    | -       |
|                         | Partido Socialista             | 831   | 35,09 / 100,00  | 3,57 | 4 / 9    | Estável |
|                         | Coligação Democrática Unitária | 169   | 7,14 / 100,00   | 3,75 | 0 / 9    | Estável |
|                         | Bloco de Esquerda              | 95    | 4,01 / 100,00   | 1,28 | 0 / 9    | Estável |
| Votos Inválidos         | Votos Inválidos                | 200   | 8,45 / 100,00   | 5,06 |          |         |
| Total                   | Total                          | 2 368 | 100,00 / 100,00 |      | 9 / 9    |         |
| Eleitorado/Participação | Eleitorado/Participação        | 3 991 | 59,33 / 100,00  | 7,12 |          |         |

#### Moreira
| Partido                 | Partido                                 | Votos  | %               | +/-  | Mandatos | +/-  |
| ----------------------- | --------------------------------------- | ------ | --------------- | ---- | -------- | ---- |
|                         | PSD-CDS                                 | 1 738  | 32,23 / 100,00  | -    | 5 / 13   | -    |
|                         | Partido Socialista                      | 1 544  | 28,63 / 100,00  | 3,03 | 5 / 13   | 1    |
|                         | Movimento Independente por Moreira      | 613    | 11,37 / 100,00  | Novo | 2 / 13   | Novo |
|                         | Coligação Democrática Unitária          | 338    | 6,27 / 100,00   | 1,46 | 1 / 13   | 1    |
|                         | Movimento Independente, Vila de Moreira | 274    | 5,08 / 100,00   | Novo | 0 / 13   | Novo |
|                         | Bloco de Esquerda                       | 257    | 4,77 / 100,00   | 1,58 | 0 / 13   | 1    |
| Votos Inválidos         | Votos Inválidos                         | 629    | 11,66 / 100,00  | 5,73 |          |      |
| Total                   | Total                                   | 5 393  | 100,00 / 100,00 |      | 13 / 13  |      |
| Eleitorado/Participação | Eleitorado/Participação                 | 10 531 | 51,21 / 100,00  | 8,04 |          |      |

#### Nogueira e Silva Escura
| Partido                 | Partido                        | Votos | %               | Mandatos |
| ----------------------- | ------------------------------ | ----- | --------------- | -------- |
|                         | PSD-CDS                        | 1 725 | 48,69 / 100,00  | 8 / 13   |
|                         | Partido Socialista             | 1 108 | 31,27 / 100,00  | 5 / 13   |
|                         | Coligação Democrática Unitária | 214   | 6,04 / 100,00   | 0 / 13   |
|                         | Bloco de Esquerda              | 183   | 5,17 / 100,00   | 0 / 13   |
| Votos Inválidos         | Votos Inválidos                | 313   | 8,84 / 100,00   |          |
| Total                   | Total                          | 3 543 | 100,00 / 100,00 | 13 / 13  |
| Eleitorado/Participação | Eleitorado/Participação        | 6 684 | 53,01 / 100,00  |          |

#### Pedrouços
| Partido                 | Partido                        | Votos  | %               | +/-  | Mandatos | +/- |
| ----------------------- | ------------------------------ | ------ | --------------- | ---- | -------- | --- |
|                         | PSD-CDS                        | 2 272  | 46,43 / 100,00  | -    | 7 / 13   | -   |
|                         | Partido Socialista             | 1 171  | 23,93 / 100,00  | 3,47 | 3 / 13   | 1   |
|                         | Coligação Democrática Unitária | 643    | 13,14 / 100,00  | 2,93 | 2 / 13   | 1   |
|                         | Bloco de Esquerda              | 297    | 6,07 / 100,00   | 1,15 | 1 / 13   | 1   |
| Votos Inválidos         | Votos Inválidos                | 510    | 10,42 / 100,00  | 6,42 |          |     |
| Total                   | Total                          | 4 893  | 100,00 / 100,00 |      | 13 / 13  |     |
| Eleitorado/Participação | Eleitorado/Participação        | 10 025 | 48,81 / 100,00  | 8,91 |          |     |

#### São Pedro Fins
| Partido                 | Partido                        | Votos | %               | +/-  | Mandatos | +/-     |
| ----------------------- | ------------------------------ | ----- | --------------- | ---- | -------- | ------- |
|                         | PSD-CDS                        | 725   | 68,46 / 100,00  | -    | 8 / 9    | -       |
|                         | Partido Socialista             | 159   | 15,01 / 100,00  | 4,20 | 1 / 9    | 1       |
|                         | Coligação Democrática Unitária | 49    | 4,63 / 100,00   | 1,87 | 0 / 9    | Estável |
|                         | Bloco de Esquerda              | 40    | 3,78 / 100,00   | 0,16 | 0 / 9    | Estável |
| Votos Inválidos         | Votos Inválidos                | 86    | 8,12 / 100,00   | 4,50 |          |         |
| Total                   | Total                          | 1 059 | 100,00 / 100,00 |      | 9 / 9    |         |
| Eleitorado/Participação | Eleitorado/Participação        | 1 666 | 63,57 / 100,00  | 4,09 |          |         |

#### Vila Nova da Telha
| Partido                 | Partido                                       | Votos | %               | +/-   | Mandatos | +/-     |
| ----------------------- | --------------------------------------------- | ----- | --------------- | ----- | -------- | ------- |
|                         | Independentes por Vila Nova da Telha          | 934   | 34,26 / 100,00  | 28,14 | 5 / 13   | 2       |
|                         | PSD-CDS                                       | 645   | 23,66 / 100,00  | -     | 4 / 13   | -       |
|                         | Partido Socialista                            | 351   | 12,88 / 100,00  | 12,23 | 2 / 13   | Estável |
|                         | Movimento Independente por Vila Nova da Telha | 309   | 11,34 / 100,00  | Novo  | 1 / 13   | Novo    |
|                         | Coligação Democrática Unitária                | 180   | 6,60 / 100,00   | 0,30  | 1 / 13   | 1       |
|                         | Bloco de Esquerda                             | 74    | 2,71 / 100,00   | -     | 0 / 13   | -       |
| Votos Inválidos         | Votos Inválidos                               | 233   | 8,55 / 100,00   | 2,36  |          |         |
| Total                   | Total                                         | 2 726 | 100,00 / 100,00 |       | 13 / 13  | 4       |
| Eleitorado/Participação | Eleitorado/Participação                       | 5 037 | 54,12 / 100,00  | 7,48  |          |         |

#### Juntas antes e depois das Eleições
| Freguesia               | 2009-2013   | 2009-2013                | 2009-2013      | 2013-2017 | 2013-2017         | 2013-2017      |
| ----------------------- | ----------- | ------------------------ | -------------- | --------- | ----------------- | -------------- |
| Águas Santas            |             | Partido Social Democrata | 42,40 / 100,00 |           | PSD-CDS           | 36,22 / 100,00 |
| Castêlo da Maia         | Não Existia | Não Existia              | Não Existia    |           | PSD-CDS           | 27,73 / 100,00 |
| Cidade da Maia          | Não Existia | Não Existia              | Não Existia    |           | PSD-CDS           | 37,16 / 100,00 |
| Folgosa                 |             | Partido Social Democrata | 52,72 / 100,00 |           | PSD-CDS           | 50,00 / 100,00 |
| Milheirós               |             | Partido Social Democrata | 48,52 / 100,00 |           | PSD-CDS           | 45,31 / 100,00 |
| Moreira                 |             | Partido Social Democrata | 51,25 / 100,00 |           | PSD-CDS           | 32,23 / 100,00 |
| Nogueira e Silva Escura | Não Existia | Não Existia              | Não Existia    |           | PSD-CDS           | 48,69 / 100,00 |
| Pedrouços               |             | Partido Social Democrata | 48,30 / 100,00 |           | PSD-CDS           | 46,43 / 100,00 |
| São Pedro Fins          |             | Partido Social Democrata | 70,80 / 100,00 |           | PSD-CDS           | 68,46 / 100,00 |
| Vila Nova da Telha      |             | Grupo de Cidadãos        | 62,40 / 100,00 |           | Grupo de Cidadãos | 34,26 / 100,00 |